# Mario Pancera

Mario Pancera, giornalista e scrittore

Mario Pancera (Bozzolo, 1º giugno 1930) è un giornalista e scrittore italiano.

## Biografia
Ha pubblicato i primi racconti sulla terza pagina del quotidiano Il Popolo nel 1949, dove è entrato come redattore nel 1951. Nel 1957 per la Gazzetta dello Sport ha scritto la biografia di Gino Bartali.
Dal 1957, è stato redattore e inviato del quotidiano La Notte, dei settimanali Gente e Oggi, caposervizio e curatore della rubrica letteraria al Corriere d'Informazione, caposervizio alla Domenica del Corriere, redattore capo di Annabella, redattore capo dei mensili Antiquariato, Arte, del trimestrale Gioielli e, poi, direttore di Arte, 1989-1991, ed. Giorgio Mondadori. In seguito ha collaborato ai quotidiani La Repubblica, Il Giornale, La Stampa.
Dal 1951 al 1962 ha collaborato ad Adesso, il "quindicinale di impegno cristiano" di Primo Mazzolari, il "parroco di Bozzolo". Nel 1957 ha fatto parte dell'ufficio stampa della Missione di Milano, voluta dall'arcivescovo Montini (il futuro papa Paolo VI) e del gruppo fondatore del mensile Il Segno, 1961. Ha collaborato con il portale di informazione Domani di Arcoiris TV.
Si è occupato di cristianità "viva", che si occupi di aiutare i bisognosi e sa rinnovarsi, come nel volume I nuovi preti, pubblicato da Sperling & Kupfer, dove parla anche delle figure di Lorenzo Milani e di Primo Mazzolari, trattate anche in diversi suoi articoli. Su Primo Mazzolari, parroco dalla parte degli oppressi e dei bisognosi, ha scritto il libro Primo Mazzolari e «Adesso» 1949-1951.
Ha scritto l'opera in quattro volumi Vite scolpite : le opere, i drammi e le passioni, dedicata a sedici scultori italiani dei Novecento, pubblicata nel 1999 e quindi riproposta nella collana digitale Scultori italiani del Novecento (Sebook. 2013).
Nel 1978, è stato vincitore del Premio Scanno (sezione giornalismo).
Mario Pancera vive e lavora a Milano. È sposato e ha tre figli.

## Opere
- Gino Bartali. La mia storia, ed. Soc. Editrice stampa sportiva - La Gazzetta dello Sport, Milano, 1958 (due edizioni)
- Samuele, Ed. Portodimare, Milano, 1963
- La guerra è schiavitù, La Locusta, Vicenza, 1966
- I nuovi preti, Sperling e Kupfer, Milano, 1976 (tre edizioni, finalista al Premio St. Vincent 1976)
- Conversazioni con Bettazzi, La Locusta, Vicenza, 1978
- Tra fede e rivoluzione. Il caso Girardi, Rusconi, Milano, 1981
- San Pietro, Rusconi, Milano, 1981 (tre edizioni, trad. portoghese São Pedro, Editora Vo-zes Ltda, Petrópolis, RJ, Brasil, giugno 1993)
- Lorenzo Milani, Ediz. Paoline, Milano, 1987
- Il Design oggi, con M.C. Tommasini, Ed. Giorgio Mondadori, Milano, 1993
- Vite scolpite, Simonelli, Milano, 1999
- Il piacere del corpo. D’Annunzio e lo sport, con G.Vergani, Electa, Milano, 1999
- Il Rigoletto di Nani Tedeschi, ed. prov. Mantova, 2001
- Elogio dello scarafaggio, Acquaviva, 2002
- La morte assurda di Ottone Rosai, Ed. Acquaviva, Milano, 2003
- Primo Mazzolari e «Adesso» 1949-1951, Ediz. Messaggero Padova, EMP, Padova, 2005
- Le donne di Marx, Ed. Rubbettino, Soveria Mannelli (Catanzaro), 2008

### In collaborazione
- I Kennedy, Rizzoli 1968;
- Padre Pio, Rizzoli, 1968.
- Gli attentatori del XX secolo, De Agostini, 1973 (assassinio Bernadotte, Palestina).
- I Papi del XX secolo, De Agostini, 1973 (Papa Pio XII).
- I pittori del XX secolo, De Agostini, 1974 (Paul Klee).

### Traduzioni
- Lettera a un giovane cattolico di Heinrich Böll, La Locusta, Vicenza, 1968.